# マルクス・クラウディウス・マルケッルス (紀元前51年の執政官)

マルクス・クラウディウス・マルケッルス (ラテン語: Marcus Claudius Maecellus、紀元前94年ごろ - 紀元前45年) は、共和政ローマの元老院議員。紀元前51年にコンスル（執政官）を務めた。

## 経歴
紀元前62年ごろにアエディリスに、紀元前51年にコンスルにセルウィウス・スルピキウス・ルフスとともに選ばれる。この官職にある間、彼はグナエウス・ポンペイウスを熱烈に支持し、ガイウス・ユリウス・カエサルへの対立姿勢を元老院内で作り上げる。そしてカエサルのガリア統治権を廃止すべきかの議論を翌年に討議すべきとの決議を出した。
紀元前49年にローマ内戦が始まると、マルケッルスはローマを離れ、エピルスにいるローマ軍団と合流するが、ファルサルスの戦い以降、マルケッルスはカエサルの対抗姿勢をやめ、国外退去を選ぶ。従兄弟マルケッルス・ミノルは彼と対面してカエサルに特赦を懇願、心得て彼はローマに戻ろうとするが、途中随行の者に殺された。